# Бринёв (Петриковский район)
Бринёв (бел. Брынёў, польск. Bryniów) — деревня в Лясковичском сельсовете Петриковского района Гомельской области Беларуси.
Неподалёку месторождение бурого угля. На востоке и западе граничит с лесом.

## География

### Расположение
В 27 км на северо-запад от Петрикова, 10 км от железнодорожной станции Копцевичи (на линии Лунинец — Калинковичи), 214 км от Гомеля.

## Транспортная сеть
Транспортные связи по просёлочной, затем автомобильной дороге Лунинец — Калинковичи. Планировка состоит из плавно изогнутой широтной улицы, к которой с юга присоединяются 2 короткие прямолинейные и короткая дугообразная улицы. Застройка двусторонняя, деревянная, усадебного типа.

## История
По письменным источникам известна с XVI века как деревня в Мозырском повете Минского воеводства Великого княжества Литовского. По инвентарю 1700 года в деревне 11 длительных и 21 пустая службы. После 2-го раздела Речи Посполитой (1793 год) в составе Российской империи. В 1838 году Киневичи выкупили Бриневскую усадьбу у Ходкевичей.
Через деревню проходил тракт Мозырь — Давид-Городок. Имелась почтовая станция. В 1851—55 годах в фольварке, находившемся рядом, работал завод по производству сахара. В деревнях Бринёв и Дорошевичи их владелец дворянин Киневич владел 8317 десятинами земли, винокурней, 2 трактирами, мельницей. Согласно переписи 1897 года действовали хлебозапасный магазин, трактир. Рядом находился фольварк с винокурней и колония Бринёвская; в Петриковской волости Мозырского уезда Минской губернии. Около фольварка находилась лесопилка Старушка.
На рубеже XIX—XX веков на восточной окраине заложен приусадебный парк (около 5 га). В его северной части и сейчас существует кирпичный лямус. За границами парка на юго-востоке сохранились 2 жилых кирпичных дома и конюшня, построенные в начале XX века. С 1901 года действовала школа, которая размещалась в наёмном крестьянском доме, в начале 1920-х годов школе выделено национализированное здание. В 1908 году в Лясковичской волости Мозырского уезда Минской губернии.
С 20 августа 1924 года до 24 мая 1978 года центр Бриневского сельсовета Петриковского района Мозырского (до 26 июля 1930 года и с 21 июня 1935 года по 20 февраля 1938 года) округа, с 20 февраля 1938 года Полесской, с 8 января 1954 года Гомельской областей. В 1930 году организованы колхозы «Победа» и «Красный флаг», работали паровая мельница, 2 кузницы, шерсточесальня, сукновальня. В 1934 году к деревне присоединён посёлок Слянзаки. Во время Великой Отечественной войны в боях за деревню и окрестности 3 июля 1944 года погиб 21 советский солдат (похоронены в братской могиле в парке). 103 жителя погибли на фронте. Согласно переписи 1959 года центр совхоза «Бринёв». Действовали лесничество, производственные участки леспромхоса и химлесхоза, средняя школа, Дом культуры, библиотека, больница, детский сад, отделение связи, столовая, 3 магазина.

## Население

### Численность
- 2004 год — 254 хозяйства, 605 жителей.

### Динамика
- 1811 год — 18 дворов.
- 1850 год — 36 дворов, 167 жителей.
- 1897 год — 72 двора, 387 жителей; колония Бринёвская 19 дворов, 48 жителей; лесопилка Старушка 7 дворов, 81 житель (согласно переписи).
- 1908 год — 77 дворов, 490 жителей.
- 1917 год — в деревне 520 жителей, в поместье 84 жителя.
- 1925 год — 121 двор.
- 1959 год — 686 жителей (согласно переписи).
- 2004 год — 254 хозяйства, 605 жителей.

## Достопримечательность
- Парк (XIX–XX в.в.)
- Братская могила советских воинов и партизан.

### Утраченное
- Усадебный дом.

## Известные уроженцы
- Микола (Николай Иванович) Гамолка — белорусский писатель[1].